# Брюж
Об одноимённом городе во Фландрии см. Брюгге
Брюж (фр. Bruges, окс. Bruge) — коммуна на юго-западе Франции, в департаменте Жиронда региона Новая Аквитания.

## Географическое положение

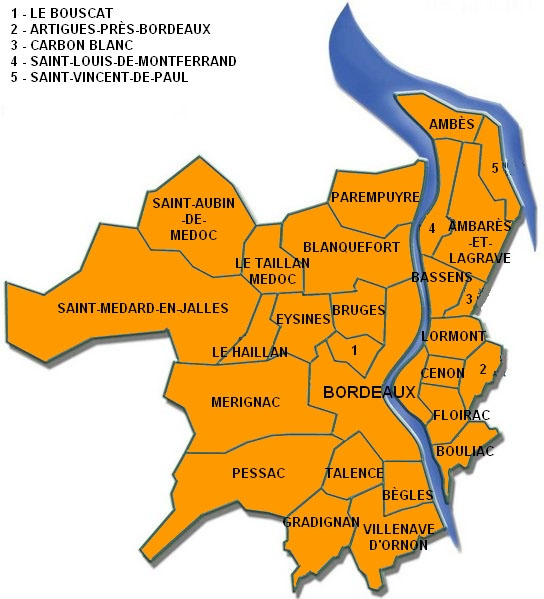
Городское сообщество Бордо

Брюж расположен к западу от Бордо, является его пригородом и входит в т.н. Большой Бордо (городское сообщество Бордо). На юге граничит с коммуной Ле-Буска, на западе - с коммуной Эзин и на севере - с коммуной Бланкфор.

## Топонимика
Название Bruges происходит от латинского brucaria ("вереск"). В исследовании Эрнеста Негра, посвящённом топонимике Франции приводится также версия происхождения названия от гасконского bruche (в значении "кустарник").

## Демография
В 2010 году в коммуне насчитывалось 14903 жителя. Изменение численности населения можно проследить по данным переписей, проводившихся с 1793 года.
Численность населения
| 1793 | 1800 | 1806 | 1821 | 1831 | 1836 | 1841 | 1846 | 1851 | 1856 | 1861 | 1866 | 1872 | 1876 | 1881 | 1886 | 1891 | 1896 |
| ---- | ---- | ---- | ---- | ---- | ---- | ---- | ---- | ---- | ---- | ---- | ---- | ---- | ---- | ---- | ---- | ---- | ---- |
| 1000 | 765  | 804  | 910  | 929  | 987  | 979  | 1050 | 1069 | 1241 | 1287 | 1326 | 1458 | 1508 | 1637 | 2000 | 1982 | 2271 |

| 1901 | 1906 | 1911 | 1921 | 1926 | 1931 | 1936 | 1946 | 1954 | 1962 | 1968 | 1975 | 1982 | 1990 | 1999  | 2006  | 2010  |
| ---- | ---- | ---- | ---- | ---- | ---- | ---- | ---- | ---- | ---- | ---- | ---- | ---- | ---- | ----- | ----- | ----- |
| 2319 | 2176 | 2177 | 2366 | 2532 | 2968 | 2697 | 3424 | 4003 | 5349 | 6612 | 7610 | 7686 | 8753 | 10610 | 12955 | 14903 |

## Достопримечательности
- Болота Брюжа, национальный природный заповедник, занимающий площадь 262 га.
- Замок Трёлон, исторический памятник.
- Церковь Сен-Пьер (XIII век), исторический памятник.

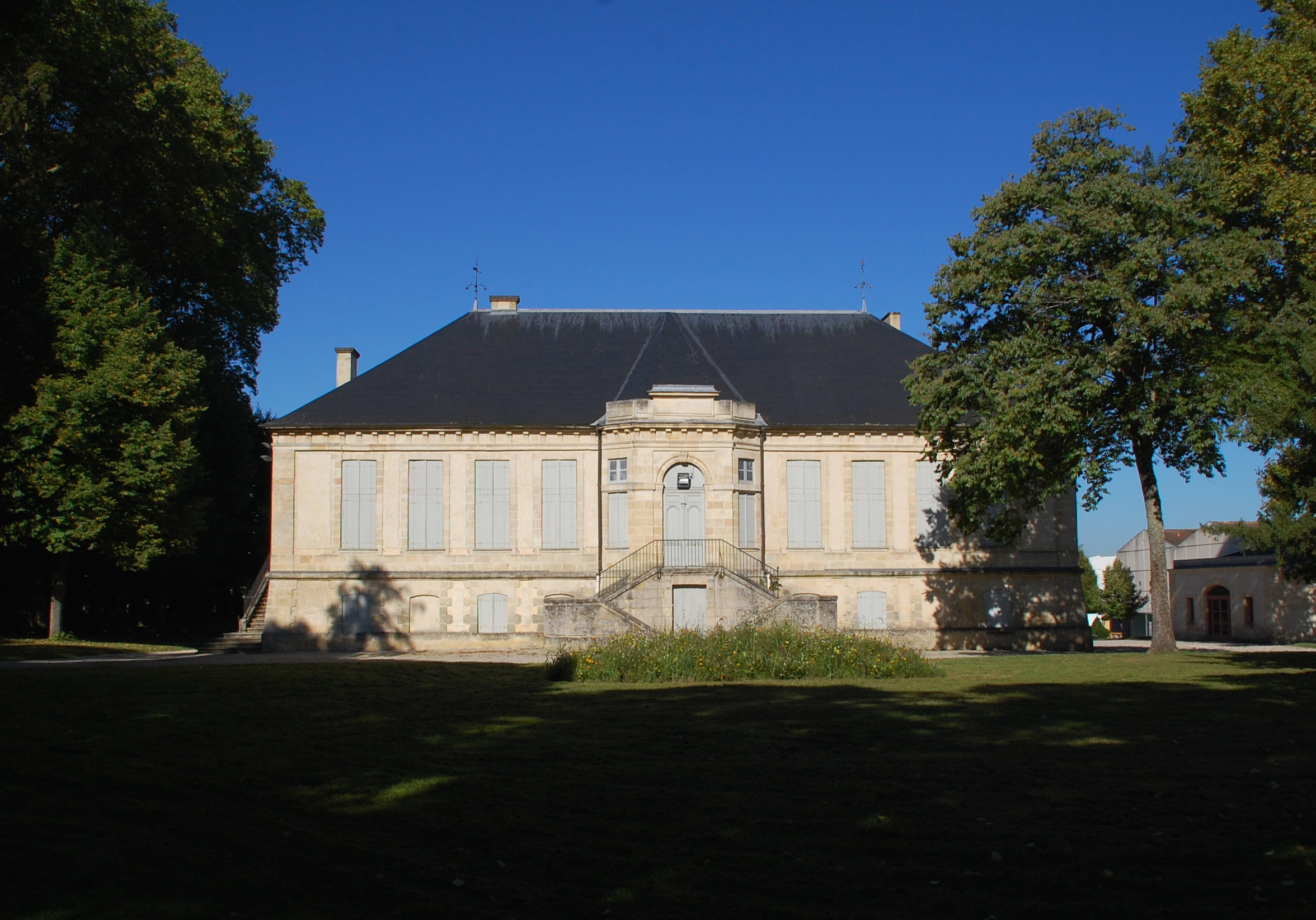
Замок Трёлон
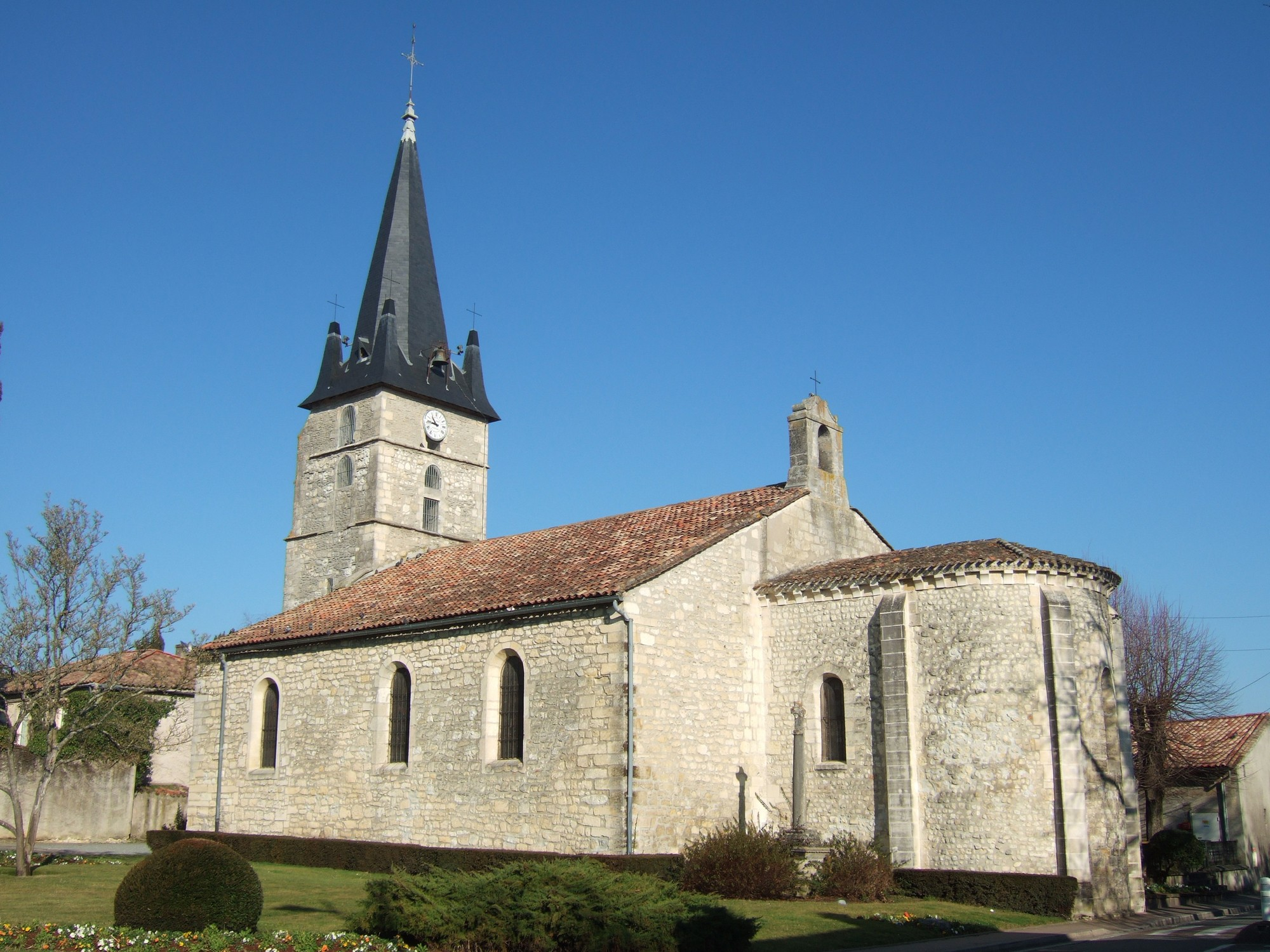
Церковь Сен-Пьер

## Знаменитые уроженцы
- Матье Шальме, футболист
- Матье Вальбуэна, футболист

## Города-побратимы
- Умкирх, Германия (1989)
- Поланко, Испания (2005)